# Deziderata Langobardska
Deziderata ali  Ermengarda je bila ena od štirih hčera langobardskega kralja Deziderija in njegove žene, kraljice Anse. Leta 770 se je poročila s frankovskim kraljem Karlom Velikim, verjetno  zaradi utrjevanja družinskih vezi med sicer sovražnima kraljestvoma. Poroka je bila leta 771 razveljavljena, kar je sprožilo napetosti in obleganje Pavije leta 773/774. Deziterata ni imela znanih otrok. Njena kasnejša usoda ni znana.

## Sklic
1. ↑  Bertolini, Ottorini. Ermengarda. treccani.it. Pridobljeno 24. marca 2016.

## Vira
- Riché, Pierre. The Carolingians.
- A.C. Murray, W.A. Goffart.  After Rome's Fall: Narrators and Sources of Early Medieval History. University of Toronto Press: Toronto, 1998.

| Deziderata Langobardska kraljica Frankov Rojen: ni znano Umrl: ni znano |                                                |                       |
| Vladarski nazivi                                                        |                                                |                       |
| Predhodnik: Bertrada Laonska                                            | kraljica Frankov 770-771, z Gerbergo (768-771) | Naslednik: Hildegarda |